# Památník Karla Čapka
Památník Karla Čapka je muzeum věnované životu a dílu spisovatele Karla Čapka a jeho ženy, herečky Olgy Scheinpflugové. Tato příspěvková organizace Středočeského kraje sídlí v bývalém letním sídle Karla Čapka ve Staré Huti na Příbramsku. Podle blízkého rybníka je areál nazýván také Strž, případně hovorově Čapkárna.
Nachází se v historickém areálu, kde byla v 19. století zpracovávána železná ruda. Po první světové válce získal nemovitost od Colloredo-Mannsfeldů správce jejich panství Václav Palivec, který dal v roce 1935 empírový dům jako svatební dar do doživotního užívání Karlu Čapkovi (1890–1938) a Olze Scheinpflugové (1902–1968).
Spisovatel se v následujících třech letech při svém pobytu věnoval úpravám domu a zahrady. Na Strži, jak své letní sídlo pojmenoval, vznikala i literární díla (například Válka s mloky, Cesta na sever, Bílá nemoc, První parta, Život a dílo skladatele Foltýna). Zde také přijímal řadu osobností české kultury a politiky, zejména v létě 1938.

## Nová expozice

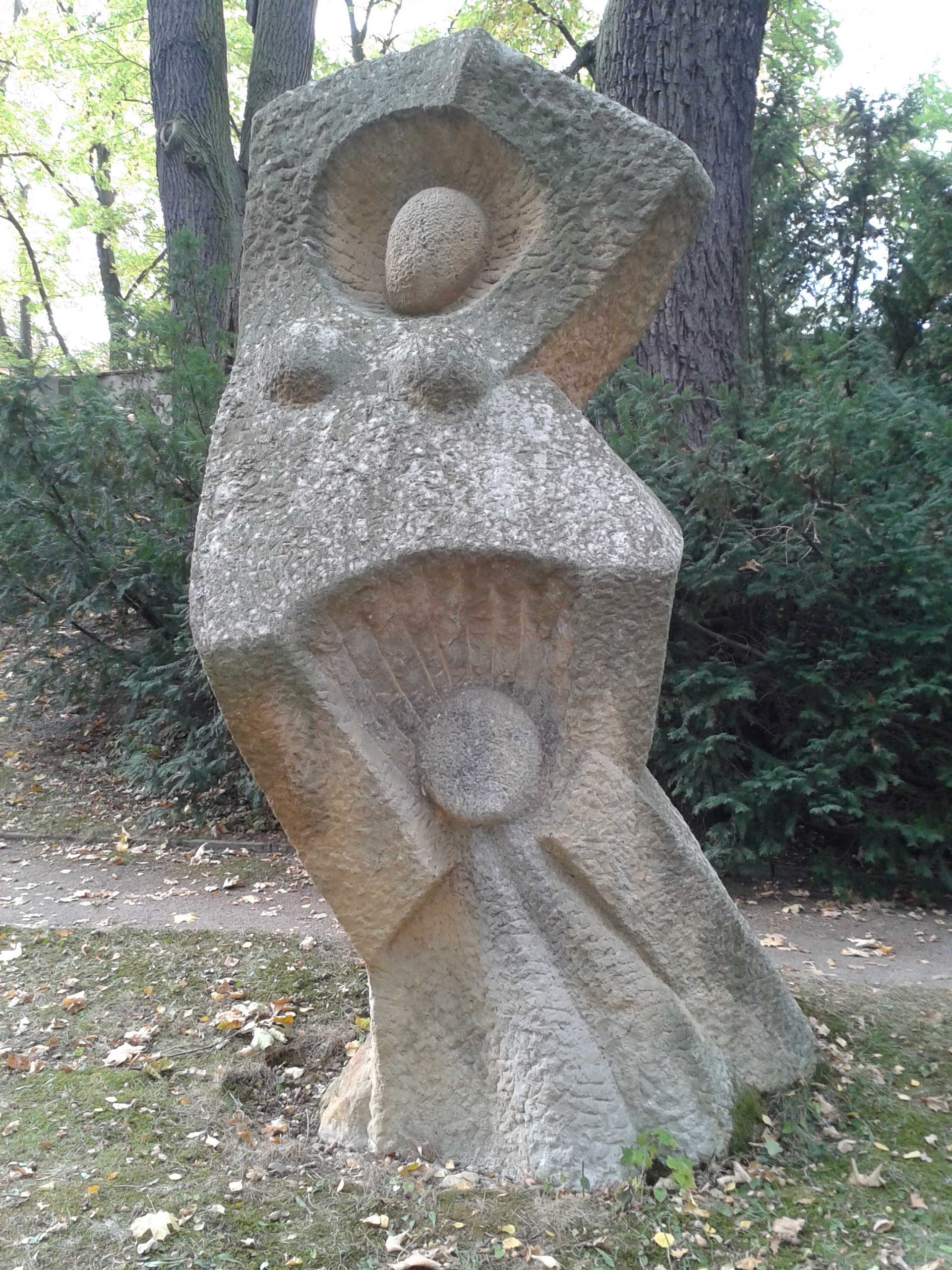
Matka s dítětem, autor Karel Kučera

Nová expozice, otevřená v roce 1997, přibližuje osobnost a dílo Karla Čapka a jeho manželky, české herečky a spisovatelky Olgy Scheinpflugové. Samostatnou expozici má v podkroví domu také novinář a spisovatel Ferdinand Peroutka (1895–1978). V památníku se také každoročně konají výstavy, koncerty, divadelní představení, je zde i možnost svatebního obřadu.

## Naučná stezka Karla Čapka
Naučná stezka vede okolím Památníku Karla Čapka, které si spisovatel oblíbil a často jím procházel. Trasa stezky vede historicky i přírodně zajímavým územím. Celá oblast byla v minulosti průmyslově a zemědělsky využívána (pozůstatky hamrů, mlýnů a dalších objektů, rybníky, louky). Z přírodního hlediska je zajímavé meandrující koryto říčky Kocáby s nivními loukami a unikátní flórou a faunou. Z oblasti pochází i drobné archeologické nálezy od doby kamenné po středověk i novověk. Ze stezky vedou značené odbočky na další naučné stezky, například na NS Kozí Hory – Libčice, která vede územím historické těžby zlata.
Naučná stezka Karla Čapka má vyznačeny tři okruhy – 2km, 7km a 10km. Na deseti oboustrannýcb informačních panelech jsou zpracována témata z oblasti historie území, přírodních fenoménů, turistických cílů a zajímavostí. Vytvářel je tým odborníků i dobrovolníků z partnerského Gymnázia Karla Čapka v Dobříši. Součástí projektu bylo i vybavení prostor památníku audiovizuální technikou, venkovním jevištěm a informačním audiototemem.

## Socha "Matka s dítětem"
V areálu zahrady je umístěna socha "Matka s dítětem" od sochaře Karla Kučery. Socha vznikala ve Strži postupně v rozsahu let 1965 až 1968. Inspirací pro ni byl pravděpodobně obdobný motiv z obrazů Josefa Čapka.  

## Pomníček Dášeňky
V areálu zahrady Památníku Karla Čapka se nachází také pomníček věnovaný Čapkově Dášeňce. Jedná se o sochu "Pomník Dášeňky", která vznikla podle autorského návrhu sochaře Michaela Stránského a byla slavnostně odhalena v roce 2013 u příležitosti osmdesátého výročí prvního vydání Čapkovy knihy "Dášeňka čili Život štěněte" (1933).